# Borecké skály
Borecké skály jsou přírodní památka v Libereckém kraji, v těsné blízkosti severovýchodní hranice chráněné krajinné oblasti Český ráj. Chráněné území s rozlohou 29,64 hektarů bylo vyhlášeno okresním národním výborem v Semilech v roce 1985. Přírodní památka se rozkládá v katastrálním území Hnanice pod Troskami, Rovensko pod Troskami a Štěpánovice u Rovenska pod Troskami a je v péči Krajského úřadu Libereckého kraje.

## Předmět ochrany
Předmětem ochrany je pískovcové skalní město z období druhohor, na které je vázána typická flóra a fauna, včetně pozůstatků reliktního boru, tvořeného zakrslými borovicemi a břízami.
Skály nepředstavují typické "útvarové" skalní město; zajímavý je spíše jejich povrch ovlivněný zvětrávacími procesy. Nachází se zde také několik jeskyní s významnými archeologickými nálezy.
Na lokalitě najdeme hlavně borové lesy se svou typickou chudou flórou, výjimky tvoří vzácný kolenec Morisonův (Spergula morisonii) a upolín nejvyšší (Trollius altissimus). Fauna je zastoupena převážně bezobratlými a ptactvem vázaným na lesní porosty a skalní oblasti.
Lokalita je hojně navštěvována turisty hlavně díky vyhlídkám na okraji skal, jež nabízejí výhledy do okolní krajiny.

## Lokalita
Přírodní památka Borecké skály se nachází v katastrálních územích obcí Borek pod Troskami a Rovensko pod Troskami. Podle vesničky Borek nesou skály své jméno. Lokalita je součástí Geoparku Český ráj, turistům je přístupná po modré turistické značce, která tudy prochází a vede dále směrem ke zřícenině hradu Trosky.

## Přírodní podmínky

### Geologie

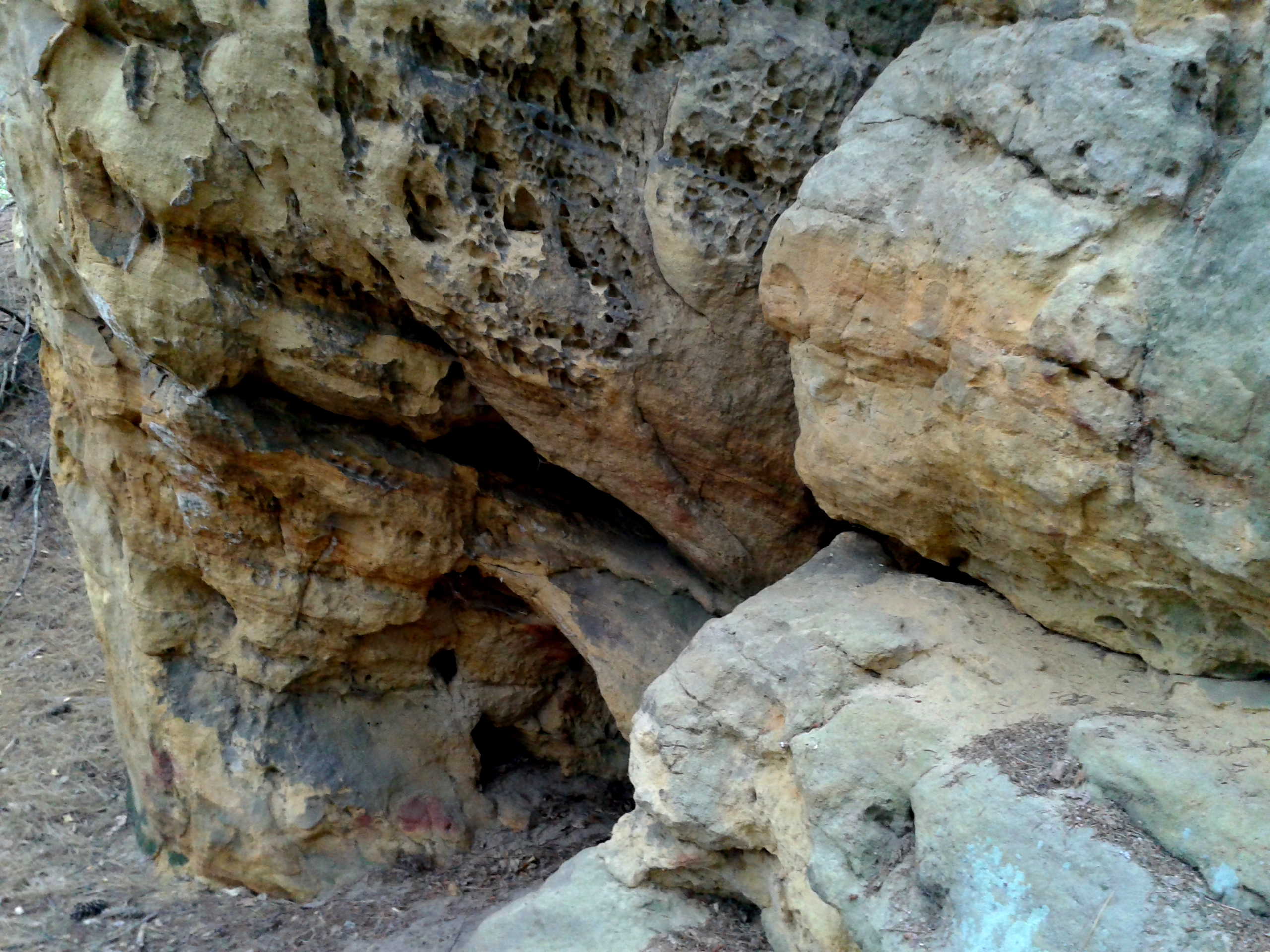
Skály ovlivněné mechanickým a chemickým zvětráváním

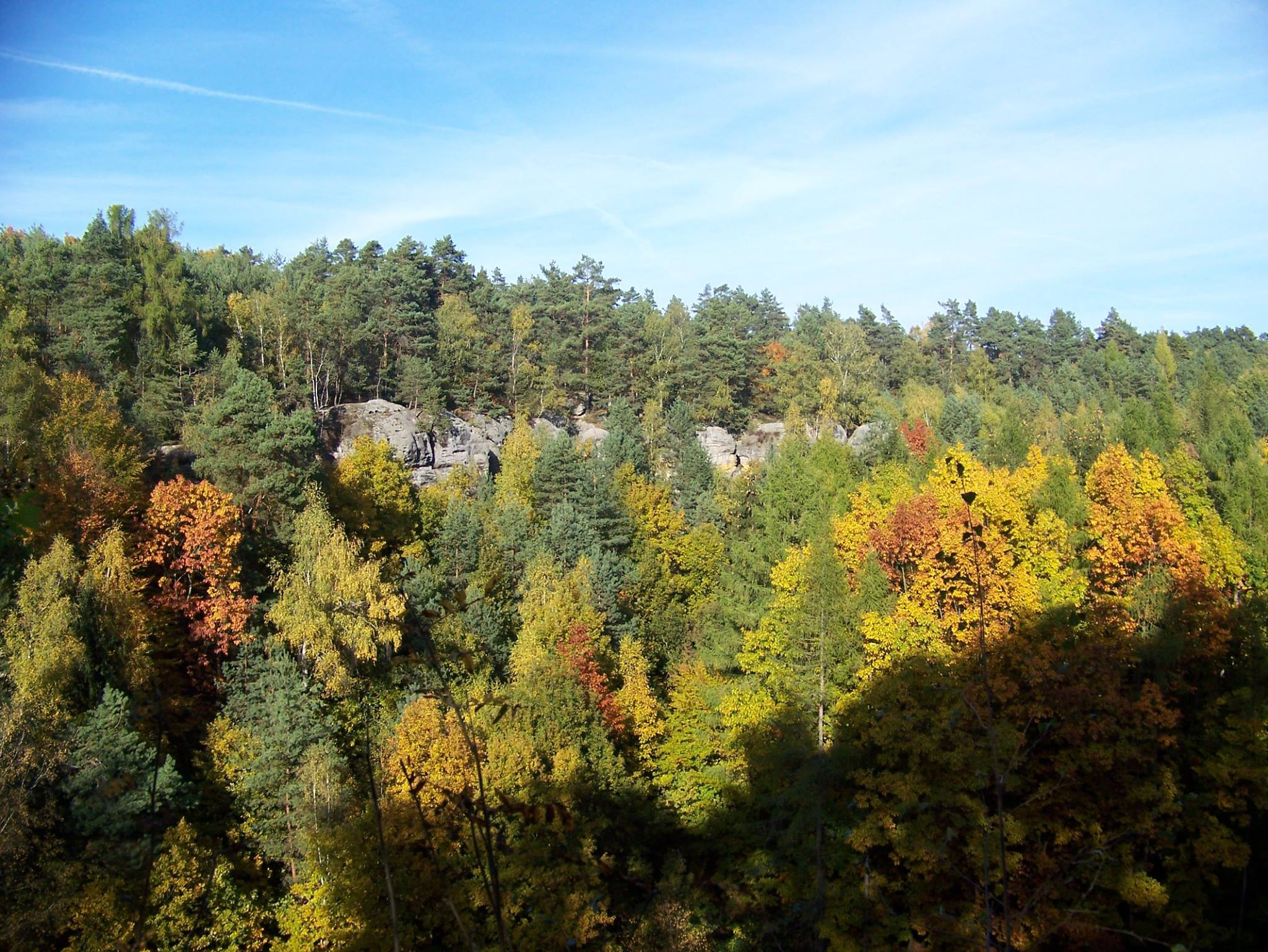
Pohled na zalesněný hřbet

Borecké skály tvoří malé skalní město z pískovcových bloků, které jsou součástí tzv. rovenské kuesty a obklopují vrch Bor (360 metrů). V jižní části je skalní stěna obnažená – lze ji vidět už z dalekého okolí. Stejně jako další skalní města Českého ráje jsou i Borecké skály tvořené druhohorním pískovcem – podloží i skalní výchozy vznikly usazením pískovce v období turonu svrchní křídy. Samotné skalní město se zformovalo v mladším pleistocénu. V tu dobu také započaly procesy zvětrávání, které ovlivňují vývoj skalních útvarů až do současnosti.
Borecké skály jsou zvláštní tím, že se zde nenacházejí téměř žádné skalní věže, jež jsou typické pro města okolní. Skály mají s výjimkou několika formací kompaktní charakter. Nevýraznost útvarů je vynahrazena rozmanitostí jejich povrchu, který je ovlivněn jak mechanickým, tak chemickým zvětráváním. Můžeme zde vidět např. voštiny, různé typy dutin, římsy, skalní okna a hodiny. Rezavě zbarvené plochy a výstupky jsou železité inkrustace – tzv. železivce.
Ve skalách se nachází několik jeskyní, jež jsou zajímavými archeologickými nalezišti. Mezi nejznámější patří pseudokrasová Ludmilina jeskyně s archeologickými nálezy mezolitického stáří.
Co se týče půdních profilů jsou zde především mělké kambizemě, litozemě a podzoly.

### Flóra

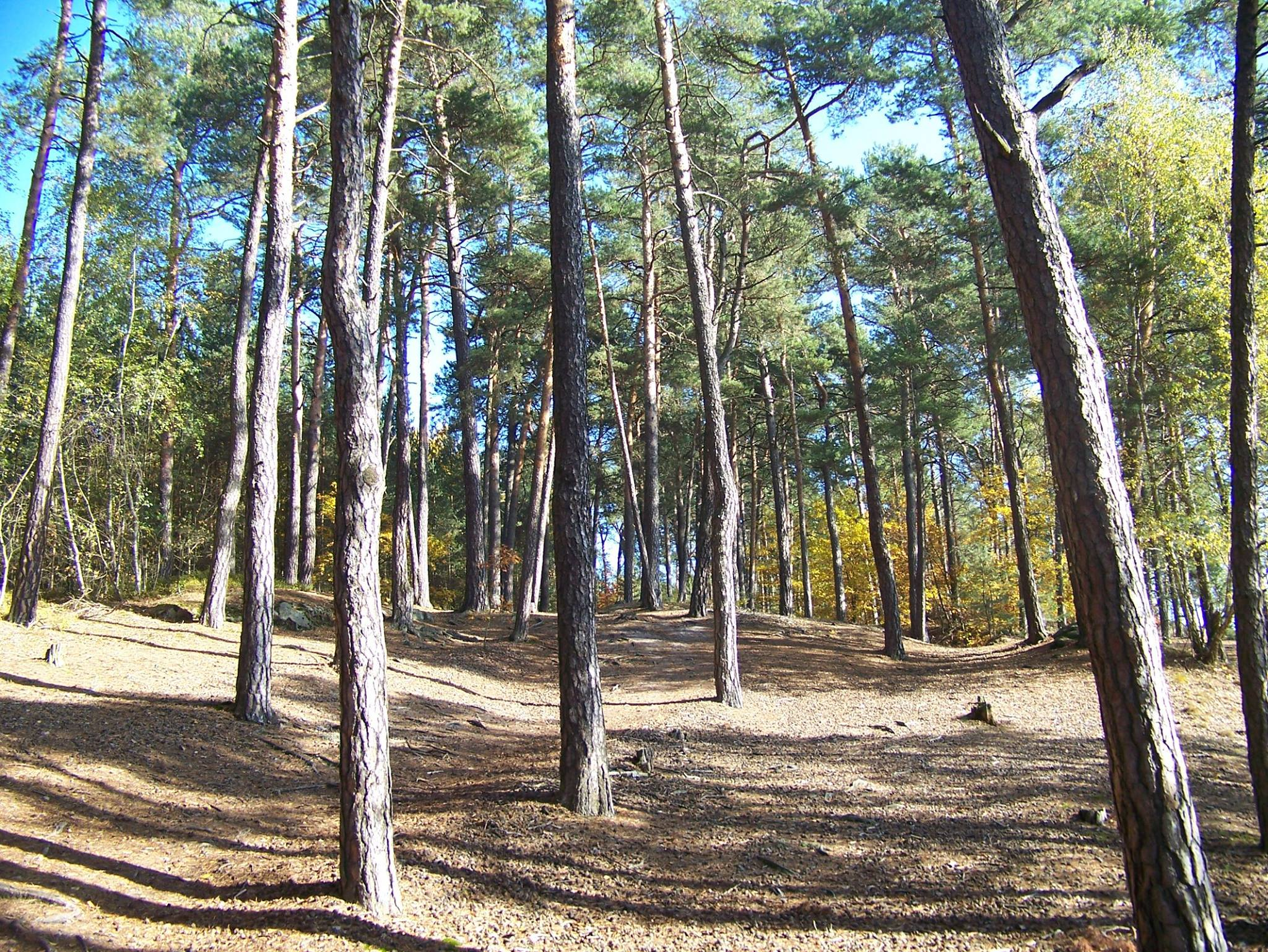
Les tvoří převážně borovice

Na skalách se nachází hojné porosty borovice lesní (Pinus sylvestris), na některých místech přechází bory spíše do typu borových doubrav (Vaccinio vitis-idaeae – Quercetum), s výskytem dubu letního (Quercus robur). Na samotném okraji skalních masivů se nachází reliktní bor tvořený zakrslými pokroucenými borovicemi a břízami. Na těchto obzvlášť suchých a slunných stanovištích můžeme nalézt jetel rolní (Trifolium arvense) a s trochou štěstí i vzácný kolenec Morisonův (Spergula morisonii).
Půda v lese je velmi chudá na živiny, podrost tvoří hlavně nízké keříky – borůvka černá (Vaccinium myrtillus), brusinka obecná (Vaccinium vitis-idea) a vřes obecný (Calluna vulgaris). Na svazích kaňonů, nacházejících se podél zalesněného hřbetu, je více vlhko a lesy zde mají spíše listnatý charakter – převládají tu doubravy s hájovou květenou, jejímiž typickými zástupci jsou sasanka hajní (Anemone nemorosa), přeslička lesní (Equisetum sylvaticum), strdivka nící (Melica nutans) a bika bělavá (Luzula luzuloides).
Na vlhkých loukách, jež se v rámci přírodní památky také vyskytují, se velmi vzácně nachází upolín nejvyšší (Trollius altissimus).

### Fauna
Písčité suché půdy jsou domovem mnoha druhů bezobratlých, typické jsou samotářské vosy – kutilky, zastoupené druhem kutilka písečná (Ammophila sabulosa). Dále zde žije např. mravkolev běžný (Myrmeleon formicarius) či svižník písčinný (Cicindela arenaria).
Z ptáků se v borových lesích vyskytuje sýkora uhelníček (Parus ater), sýkora parukářka (Lophophanes cristatus) a linduška lesní (Anthus trivialis). Skalní útvary jsou se svými výběžky a převisy dokonalými místy pro hnízdění ptáků. Svá hnízda si tu staví poštolka obecná (Falco tinnunculus) a rehek domácí (Phoenicurus ochruros). Jako na jednom z prvních míst v regionu zde v 80. letech 20. století zahnízdil také krkavec velký (Corvus corax).
Skalní pukliny slouží k přezimování netopýrů (rod Myotis).

## Ochrana

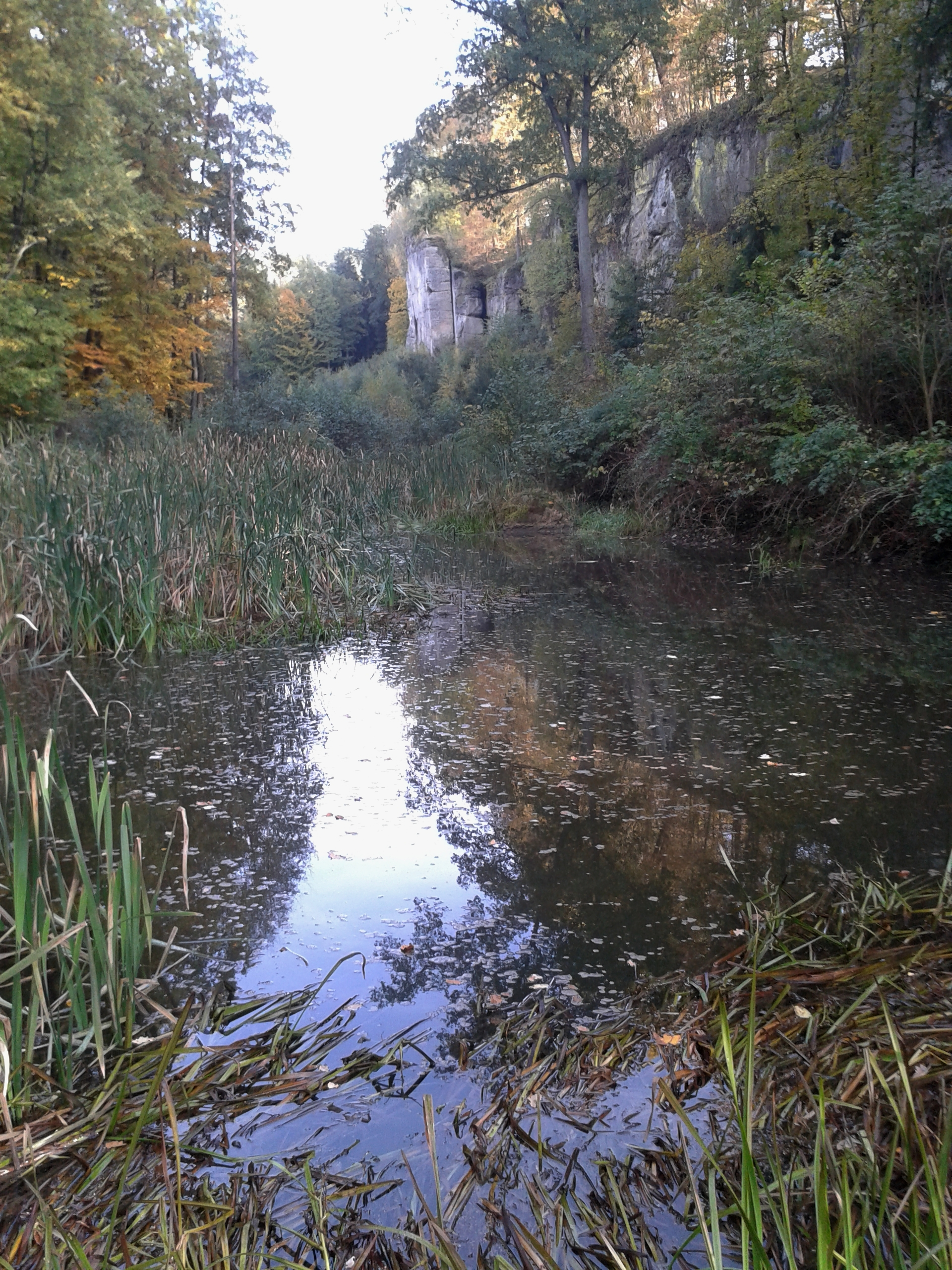
Kaskáda rybníčků v kaňonu

Původní les byl tvořen převážně duby a buky, druhová skladba se však v průběhu času změnila – nyní je na lokalitě převaha smrku ztepilého (Picea abies) a borovice lesní (Pinus sylvestris). Borovice vejmutovky (Pinus strobus), duby červené (Quercus rubra) a modříny opadavé (Larix decidua), které se zde v menším počtu vyskytují, nejsou dřeviny původní, proto by měly být postupně nahrazeny borovicí lesní. Stávající borový les se zatím úspěšně obnovuje přirozeně, proto není nutné dělat větší zásahy, při obnově smrkových porostů jsou částečně doplňovány meliorační a zpevňující dřeviny – jedle bělokorá (Abies alba) a buk lesní (Fagus sylvatica).
V údolí kdysi tekl potok, který byl během roku 2011 uměle přeměněn na kaskádu rybníčků, mokřadních ploch a tůněk. Vzniklo tak místo vhodné zejména pro obojživelníky a různé druhy hmyzu.
Stav lokality je velmi dobrý i přes to, že se nachází v těsné blízkosti silnice I/35 a železniční trati Jičín–Turnov. Rekreační chaty nepředstavují větší problém, jejich okolí je udržované. Problémem by v budoucnu mohla být čím dál tím znatelnější eroze v prostoru vyhlídek.

## Turistika
Lokalita je hojně navštěvována turisty. Vede přes ni modrá turistická značka, která začíná v Rovensku p. Troskami a končí na zřícenině hradu Trosky. Vyhlídky vybudované na kraji skal jsou pro turisty velkým lákadlem, neboť nabízejí pěkné výhledy do krajiny Českého ráje.

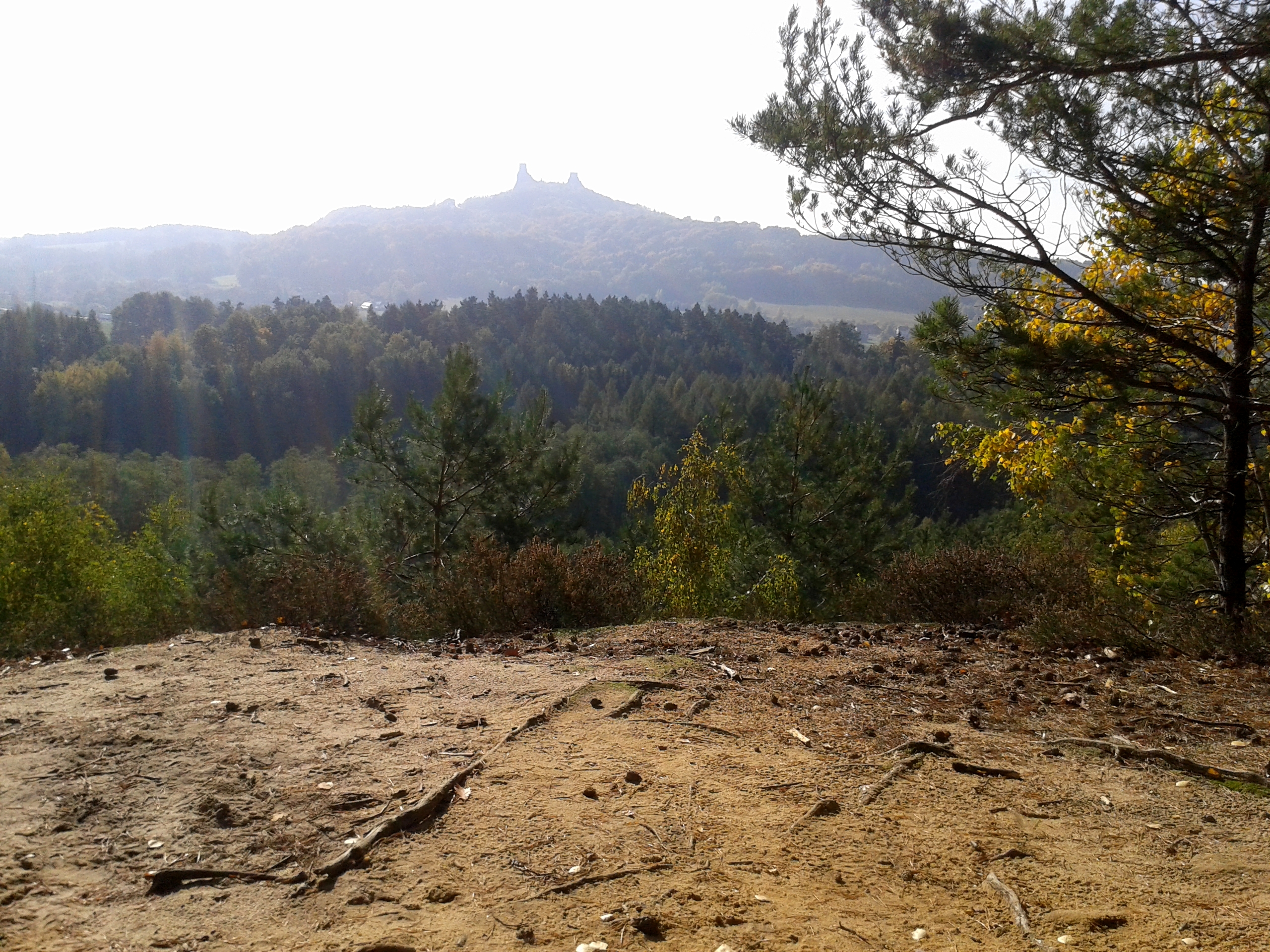
Pohled na zříceninu hradu Trosky z vyhlídky Svatopluka Čecha

Na okraji i uvnitř památky stojí několik rekreačních chat.
Boreckým skalám se díky jejich kráse a zvláštní atmosféře přezdívá Pohádkový les. Stejný název nese i akce, která je zde pořádána pro děti a jejich rodiče každým rokem na jaře. Děti na procházce lesem potkávají různé pohádkové bytosti, které jim dávají plnit rozličné úkoly, za jejichž správné splnění nechybí drobné odměny.

## Horolezectví
Borecké skály příslušejí do skalní oblasti Hruboskalsko v oblasti Český ráj. Jedná se o méně známou lokalitu, která byla z hlediska využití pro horolezecké aktivity poprvé popsána Karlem Adamičkem v roce 1977. V publikaci bylo z oblasti Boreckých skal popsáno 25 pískovcových skalních věží. Od 80. let 20. století zde horolezecký průzkum pokračoval a byly zpracovány další popisy a mapky.